# Gare de Louvroil
La gare de Louvroil est une gare ferroviaire française de la ligne de Creil à Jeumont, située sur le territoire de la commune de Louvroil, dans le département du Nord en région Hauts-de-France. 
En 1886, la Compagnie des chemins de fer du Nord met en service un point d'arrêt. C'est une gare de la Société nationale des chemins de fer français (SNCF), desservie par des trains TER Hauts-de-France.

## Situation ferroviaire
Établie à 131 mètres d'altitude, la gare de Louvroil est située au point kilométrique (PK) 227,258 de la ligne de Creil à Jeumont, entre les gares de Sous-le-Bois et de Maubeuge. 

## Histoire
La Compagnie des chemins de fer du Nord met en service en 1886 un « point d'arrêt dénommé Louvroil ».

## Service des voyageurs

### Accueil
Halte SNCF, c'est un point d'arrêt non géré (PANG) à entrée libre.
Une passerelle permet la traversée des voies et le passage d'un quai à l'autre.

### Desserte
Louvroil est desservie par des trains TER Hauts-de-France qui effectuent des missions entre les gares : d'Aulnoye-Aymeries et de Maubeuge, ou de Jeumont ; de Lille-Flandres et de Jeumont.

### Intermodalité
Un parc pour les vélos et un parking pour les véhicules y sont aménagés. La gare est desservie par les lignes A, B et 61 du réseau Stibus par l'intermédiaire de l'arrêt « Dorlodot » situé au bout de la rue éponyme.